# 茹德里河畔维埃耶迈松
茹德里河畔维埃耶迈松（法語：Vieilles-Maisons-sur-Joudry，法語發音：[vjɛj mɛzɔ̃ syʁ ʒudʁi]）是法国卢瓦雷省的一个市镇，属于蒙塔日区。

## 地理
茹德里河畔维埃耶迈松（47°53'9"N, 2°26'41"E）面积16.46 平方千米，位于法国中央-卢瓦尔河谷大区卢瓦雷省，该省份为法国中北部省份，北起埃松省，西北接厄尔-卢瓦省，西南接卢瓦-谢尔省，南至涅夫勒省和谢尔省，东临约讷省，东北接塞纳-马恩省。
与茹德里河畔维埃耶迈松接壤的市镇（或旧市镇、城区）包括：库德鲁瓦、布济拉福雷、沙特努瓦、洛里斯、布赖-圣艾尼昂。

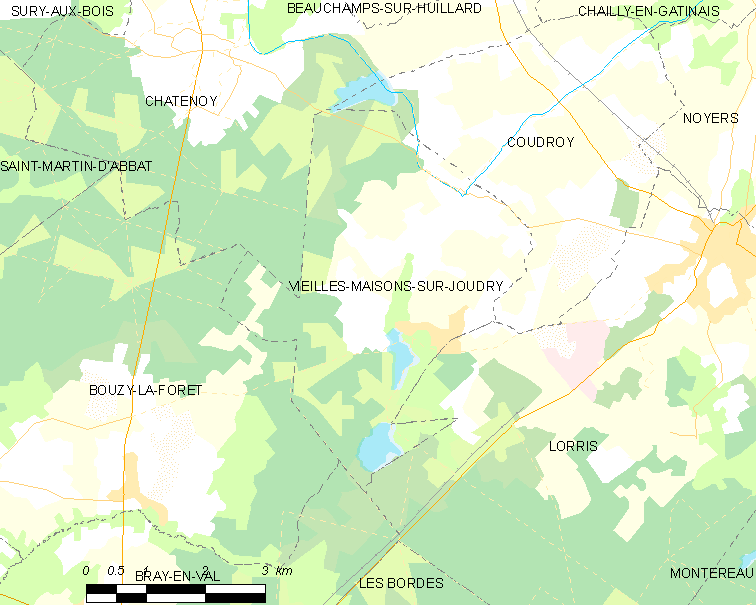
茹德里河畔维埃耶迈松的OSM定位图

茹德里河畔维埃耶迈松的时区为UTC+01:00、UTC+02:00（夏令时）。

## 行政
茹德里河畔维埃耶迈松的邮政编码为45260，INSEE市镇编码为45334。

## 政治
茹德里河畔维埃耶迈松所属的省级选区为洛里斯县。

## 人口

1962-2008年间茹德里河畔维埃耶迈松人口变化图示

茹德里河畔维埃耶迈松于2022年1月1日时的人口数量为621人。